# Filip Bainović
Filip Bainović (serb. Филип Баиновић, ur. 23 czerwca 1996 w Požarevacu) – serbski piłkarz występujący na pozycji pomocnika w słowackim klubie Spartak Trnawa.

## Kariera klubowa
Wychowanek klubu FK Homoljac z Žagubicy. Po ukończeniu szkoły podstawowej przeniósł się do akademii FK Rad z Belgradu. W sezonie 2014/15 wywalczył z tym klubem młodzieżowe mistrzostwo Serbii, co dało mu prawo gry w eliminacjach Ligi Młodzieżowej UEFA 2015/16. Latem 2015 roku został włączony do składu zespołu seniorów. 1 sierpnia 2015 zadebiutował w Super Lidze w wygranym 4:1 meczu z FK Radnik Surdulica, w którym wszedł na boisko w 83. minucie i zanotował asystę. Wkrótce po tym został wypożyczony na 1,5 roku do satelickiego klubu OFK Žarkovo, dla którego rozegrał na poziomie Srpskiej Ligi Beograd 37 spotkań i zdobył 9 bramek. Po powrocie do FK Rad rozpoczął regularne występy w podstawowym składzie.
W sierpniu 2017 roku przeszedł do FK Crvena zvezda, podpisując trzyletni kontrakt. W styczniu 2018 roku, bez zaliczenia żadnego ligowego występu, został na jedną rundę wypożyczony do macierzystego FK Rad, gdzie zanotował 10 spotkań w Super Lidze. Przed sezonem 2018/19 został graczem tego klubu na zasadzie transferu definitywnego. W czerwcu 2019 roku podpisał trzyletnią umowę z Górnikiem Zabrze prowadzonym przez Marcina Brosza. 22 lipca 2019 zadebiutował w Ekstraklasie w zremisowanym 1:1 wyjazdowym meczu z Wisłą Płock.

## Kariera reprezentacyjna
W latach 2014–2017 występował w reprezentacji Serbii U-19 oraz U-20.